# Distretti congressuali del Texas

Distretti congressuali del Texas

Lo Stato del Texas è diviso in 38 distretti congressuali, ognuno rappresentato da un delegato alla Camera dei rappresentanti degli Stati Uniti.
I distretti sono attualmente rappresentati al 119º Congresso degli Stati Uniti d'America da 25 repubblicani e da 12 democratici, con un seggio vacante per il decesso del deputato Sylvester Turner.

## Distretti e rispettivi rappresentanti
| Distretto | Rappresentante          | Partito      | CPVI | In carica dal  | Mappa del distretto |
| --------- | ----------------------- | ------------ | ---- | -------------- | ------------------- |
| 1°        | Nathaniel Moran         | Repubblicano | R+25 | 3 gennaio 2023 |                     |
| 2°        | Dan Crenshaw            | Repubblicano | R+12 | 3 gennaio 2019 |                     |
| 3°        | Keith Self              | Repubblicano | R+10 | 3 gennaio 2023 |                     |
| 4°        | Pat Fallon              | Repubblicano | R+16 | 3 gennaio 2021 |                     |
| 5°        | Lance Gooden            | Repubblicano | R+13 | 3 gennaio 2019 |                     |
| 6°        | Jake Ellzey             | Repubblicano | R+14 | 30 luglio 2021 |                     |
| 7°        | Lizzie Pannill Fletcher | Democratico  | D+12 | 3 gennaio 2019 |                     |
| 8°        | Morgan Luttrell         | Repubblicano | R+16 | 3 gennaio 2023 |                     |
| 9°        | Al Green                | Democratico  | D+24 | 3 gennaio 2005 |                     |
| 10°       | Michael McCaul          | Repubblicano | R+12 | 3 gennaio 2005 |                     |
| 11°       | August Pfluger          | Repubblicano | R+22 | 3 gennaio 2021 |                     |
| 12°       | Craig Goldman           | Repubblicano | R+11 | 3 gennaio 2025 |                     |
| 13°       | Ronny Jackson           | Repubblicano | R+24 | 3 gennaio 2021 |                     |
| 14°       | Randy Weber             | Repubblicano | R+17 | 3 gennaio 2013 |                     |
| 15°       | Monica De La Cruz       | Repubblicano | R+7  | 3 gennaio 2023 |                     |
| 16°       | Veronica Escobar        | Democratico  | D+11 | 3 gennaio 2019 |                     |
| 17°       | Pete Sessions           | Repubblicano | R+14 | 3 gennaio 2021 |                     |
| 18°       | Vacante                 | Vacante      | D+21 | 3 gennaio 2025 |                     |
| 19°       | Jodey Arrington         | Repubblicano | R+25 | 3 gennaio 2017 |                     |
| 20°       | Joaquín Castro          | Democratico  | D+12 | 3 gennaio 2013 |                     |
| 21°       | Chip Roy                | Repubblicano | R+11 | 3 gennaio 2019 |                     |
| 22°       | Troy Nehls              | Repubblicano | R+9  | 3 gennaio 2021 |                     |
| 23°       | Tony Gonzales           | Repubblicano | R+7  | 3 gennaio 2021 |                     |
| 24°       | Beth Van Duyne          | Repubblicano | R+7  | 3 gennaio 2021 |                     |
| 25°       | Roger Williams          | Repubblicano | R+18 | 3 gennaio 2013 |                     |
| 26°       | Brandon Gill            | Repubblicano | R+11 | 3 gennaio 2025 |                     |
| 27°       | Michael Cloud           | Repubblicano | R+14 | 10 luglio 2018 |                     |
| 28°       | Henry Cuellar           | Democratico  | R+2  | 3 gennaio 2005 |                     |
| 29°       | Sylvia Garcia           | Democratico  | D+12 | 3 gennaio 2019 |                     |
| 30°       | Jasmine Crockett        | Democratico  | D+25 | 3 gennaio 2023 |                     |
| 31°       | John Carter             | Repubblicano | R+11 | 3 gennaio 2003 |                     |
| 32°       | Julie Johnson           | Democratico  | D+13 | 3 gennaio 2025 |                     |
| 33°       | Marc Veasey             | Democratico  | D+19 | 3 gennaio 2013 |                     |
| 34°       | Vicente González        | Democratico  | EVEN | 3 gennaio 2017 |                     |
| 35°       | Greg Casar              | Democratico  | D+19 | 3 gennaio 2023 |                     |
| 36°       | Brian Babin             | Repubblicano | R+18 | 3 gennaio 2015 |                     |
| 37°       | Lloyd Doggett           | Democratico  | D+26 | 3 gennaio 1995 |                     |
| 38°       | Wesley Hunt             | Repubblicano | R+10 | 3 gennaio 2023 |                     |